# Englerup (Lejre Kommune)
 For alternative betydninger, se Englerup. (Se også artikler, som begynder med Englerup)
Englerup er en landsby på Midtsjælland med 286 indbyggere  (2024). Englerup er beliggende i Kirke Sonnerup Sogn nær Isefjorden og Holbækmotorvejen en kilometer nord for Kirke Sonnerup, 11 kilometer sydøst for Holbæk og 21 kilometer vest for Roskilde. Byen tilhører Lejre Kommune og er beliggende i Region Sjælland.